# نيكو بالييني
نيكو بالييني (بالإسبانية: Nico Baleani)‏ (16 نوفمبر 1992 بميورقة في إسبانيا - ) هو لاعب كرة قدم إسباني في مركز الوسط. لعب مع ريال مايوركا ب وريال مايوركا وLa Roda CF ‏.

## روابط خارجية
- نيكو بالييني على موقع قاعدة بيانات كرة القدم.إي يو (الإنجليزية)
- نيكو بالييني على موقع Soccerway.com (الإنجليزية)